# Teenage Angst (singolo)
Teenage Angst è un singolo del gruppo musicale britannico Placebo, pubblicato il 16 settembre 1996 come terzo estratto dall'eponimo album di debutto della band.

## Tracce
CD, 7" (1)
1. Teenage Angst – 2:41
2. Been Smoking Too Long – 2:18
3. Hug Bubble – 3:03

7" (2)
1. Teenage Angst (Amsterdam V.P.R.O. Session) – 2:44
2. Flesh Mechanic (Demo) – 4:30
3. H.K. Farewell – 7:30

## Classifiche
| Classifica (1996) | Posizione massima |
| ----------------- | ----------------- |
| Regno Unito       | 30                |